# Струмень (Кормянский район)
Струмень (бел. Струмень) — деревня в Коротьковском сельсовете Кормянского района Гомельской области Белоруссии. Постоянного населения не имеет.

## География

### Расположение
В 9 км на северо-восток от Кормы, в 69 км от железнодорожной станции Рогачёв (на линии Могилёв — Жлобин), в 119 км от Гомеля. На юге, востоке и севере Струменский ботанический заказник.

### Гидрография
На реке Струменка (приток реки Сож).

## Транспортная сеть
На автодороге Волынцы — Корма. Планировка состоит из 2 меридиональных улиц, застроенных деревянными крестьянскими усадьбами.

## История
О деятельности человека в этих местах с давних времён свидетельствуют поселение эпохи неолита и бронзового века (в 0,5 км на юго-запад от деревни, на террасе левого берега реки Струменка, в урочище Нарочь), поселение верхнеднепровская культуры (III-е тысячелетие до н. э., в 0,5 км на северо-запад от деревни, в урочище Биручиха). Согласно письменным источникам известна с XVI века как селение в Речицком повете Минского воеводства Великого княжества Литовского. Упоминается в XVI веке в связи с военными действиями между Великим княжеством Литовским и Московским государством. Согласно инвентаря Чечерского староства 1704 года 8 дымов, в Волосовском войтовстве. Обозначена в инвентаре Чечерского староства 1726 года. Согласно описи 1765 года 17 дымов.
После 1-го раздела Речи Посполитой (1772 год) в составе Российской империи. С 1788 года действовала церковь. Согласно ревизии 1858 года во владении помещицы Кузьмицкой. В лесу (поблизости деревни) с 1864 года работал берёзово-дегтярный завод (6 рабочих). В 1880 году действовали винокурня, хлебозапасный магазин. Согласно переписи 1897 года в околица, работала ветряная мельница, в деревне 2 хлебозапасных магазина, в Кормянской волости Рогачёвского уезда Могилёвской губернии. С 1907 года работало народное училище (83 ученика). В 1909 году в деревне 307 десятин земли, в околице 1480 десятин земли.
С 20 августа 1924 года до 1986 года центр Струменского сельсовета Кормянского, с 25 декабря 1962 года Рогачёвского, с 6 января 1965 года Чечерского, с 30 июля 1966 года Кормянского районов Могилёвского (до 26 июля 1930 года) округа, с 20 февраля 1938 года Гомельской области.
В 1929 году организованы колхозы «Новый мир» и «Коммунар», работали ветряная мельница, конная круподёрка, кузница. Работало Струменское лесничество. Во время Великой Отечественной войны действовала подпольная группа (руководитель А. И. Ходанович). Немецкие каратели в 1942 году частично сожгли деревню. В боях около деревни погибли 47 советских солдат (похоронены в братской могиле в центре). На фронтах и в партизанской борьбе погибли 137 жителей, в память о них рядом с памятником на братской могиле установлены плиты с именами павших. Согласно переписи 1959 года была центром колхоза «Родина». Размещались хлебопекарня, молочный завод, швейная мастерская, лесничество, средняя школа, клуб, 2 библиотеки, больница, аптека, ветеринарный участок, отделение связи, столовая, 3 магазина.
В состав Струменского сельсовета входили до 1962 года посёлки Васильевка, Розовый (в настоящее время не существуют).
В связи с радиационным загрязнением после катастрофы на Чернобыльской АЭС все жители (170 семей) в начале 1990-х годов были переселены  в чистые места.
В деревне родился полный кавалер ордена Славы Л. С. Ходанович (1923—2007).

## Население
- 1708 год — 8 дымов.
- 1765 год — 17 дымов.
- 1880 год — 76 дворов, 399 жителей.
- 1897 год — околица 100 дворов, 563 жителя; деревня 27 дворов, 200 жителей (согласно переписи).
- 1909 год — в деревне 31 двор, 232 жителя, в околице 126 дворов.
- 1959 год — 753 жителя (согласно переписи).
- 1990-е год — жители (170 семей) переселены.